# Lorenzo de Caro
Pour les articles homonymes, voir De Caro.
Lorenzo de Caro (Naples, 29 mai 1719 - Naples, 10 décembre 1777) est un peintre italien de l'école napolitaine, qui fut actif au XVIIIe siècle.

## Biographie

### Biographie officielle
Depuis plusieurs décennies, des experts et des critiques d’art ont donné des jugements flatteurs de sa peinture, mais l'absence totale d’éléments certains sur sa vie a été un obstacle à une biographie. De fait Lorenzo de Caro, selon la biographie officielle, n’est qu’un peintre d’origine napolitaine qui a exercé son activité de 1740 à 1761 et son nom est connu seulement parce qu’il est inscrit au bas de ses œuvres.

## Biographie revue et complétée

### Historique
Une première recherche publiée dans la revue Napoli Nobilissima a permis de déterminer les éléments biographiques essentiels, accompagnés d’autres détails de sa vie retrouvés ensuite, ce qui a permis de retracer sa vie et l'historique de ses œuvres, finalement transcrits dans une monographie par le chercheur Gustavo De Caro et par les historiens de l’art Mirella Marini et Rosario Pinto
Gustavo de Caro est l’auteur de la partie biographique, Mirella Marini a établi le catalogue des œuvres et Rosario Pinto en a rédigé la critique.

## Biographie actuelle

### Sa vie
Lorenzo de Caro est né à Naples le 29 mai 1719, il est le fils de Pietro Paolo Aniello Carmine et Anna Maria Cosi, demeurant à la strada di Chiaia, et il est baptisé le 1er juin 1719 dans la paroisse de Sant’Anna di Palazzo.
Le 28 février 1743, âgé de 24 ans, Lorenzo épouse à Naples Anna Mariana Bozza qui lui donnera dix enfants ; il meurt le 10 décembre 1777 à Naples à l’âge de 58 ans.
À la suite d'un recensement fait par la paroisse locale, en 1757 il avait son atelier au Vicolo della Porta Piccola del Rosario, qui, de la strada di Chiaia, à gauche, mène jusqu’à la Calata di San Mattia, dans les Quartiers espagnols, où il habitait avec sa femme et ses trois enfants Pietro, Fortunata et Domenico, de respectivement 10, 4 et 2 ans, les quatre autres Giuseppe, Anna, Maria Fortunata, Giuseppe Antonio et Felice Giuseppe Vincenza étant morts ; Grazia, Rachele et Pasqua n’étaient pas encore nées.
La localisation de la maison de Lorenzo de Caro est démontrée aussi par des documents inédits qui ont été retrouvés dans les archives historiques du Banco di Napoli, qui conserve les documents comptables des anciennes Banques Publiques Napolitaines.
En effet, parmi les documents du Banco di San Giacomo sont notés les paiements que le peintre a faits en 1768 et 1769 au prince de Cannito pour la location de deux chambres, rez-de-chaussée, mezzanine et cave de la maison de ce prince qui se trouvait dans la rue qui mène à Sant’Anna di Palazzo. Ces documents nous permettent de savoir que le loyer annuel que Lorenzo de Caro payait au prince, en 1768-1769, était de 31 ducats.
La famille de Caro a demeuré dans cette maison plusieurs années, même après la mort de Lorenzo. En effet, à l’occasion d’un recensement successif, celui de 1804, les locaux de la propriété du prince de Cannito étaient encore occupés par la famille du fils Domenico, né en 1755 et peintre lui aussi.
Selon ce qui a été exposé jusqu’ici et selon des études récentes, on peut affirmer que Lorenzo de Caro était napolitain, que ses ancêtres aussi étaient napolitains, qu’il a toujours vécu à Naples où il a exercé de manière continue son activité professionnelle commencée quand il était très jeune.
Les seules parenthèses « hors les murs » se rapportent aux voyages qu’il a faits dans la province de Frosinone, à San Germano (aujourd’hui Cassino), puisqu’on lui avait commandé des peintures pour la cathédrale en 1740, et pour l’église Santa Maria dell’Olivella de Sant’Elia Fiumerapido.
Il se rendit aussi à Bracigliano (province de Salerne), pour exécuter la fresque du Calvaire sur une paroi du couvent Saint-François.

## Œuvres
- Église Saints-Philippe-et-Jacques, Naples : toiles, Saint Pierre d’Alcantara en gloire, dite aussi de Saint Pierre qui confesse sainte Thérèse (1759), Sainte Thérèse d’Avila évanouie, dite aussi de Sainte Thérèse martyre (1758), Allégorie de la foi, Saint Janvier en gloire au moment du martyre, dite aussi de La Décapitation de Saint Janvier, Saint François recevant les stigmates et de la Gloire des Anges.
- Église Saints-Séverin-et-Sossio, Naples : toiles, Saint Jacques (détruite), Saint Jérôme. Retouches de la coupole et des Quatre docteurs (1746).
- Église Saint-Boniface, Naples : Restauration d’une toile peinte par Belisario Corenzio.
- Église de la Croix-de-Saint-Augustin (alla Zecca), Naples : toile signée. L’église est fermée au culte, et les œuvres d’art qui n’ont pas été volées ont été transportées ailleurs.
- Église de l’Annunziata Maggiore, Naples : restauration d’une toile du peintre Belisario Corenzio, signée, 1746.
- Église Santa Maria la Scala, Naples: toile, La Vierge, restaurée.
- Congrégation Saint-Jérôme-des-Aveugles, Naples : toiles, La Vierge, Les Saints Jérôme et Barthélemy (1750) (perdue) et La Vierge du Carmel.
- Église San Diego all’Ospedaletto, Naples : toiles, Apparition de l’Ostensoir à saint Pascal Baylon (dans la première chapelle à droite) et de la Gloire du Saint-Sacrement.
- Église Jésus-et-Marie, Naples : toile, Le Calvaire (volée en 1979).
- Église Sainte-Catherine-de-Sienne, Naples : toiles, La Vierge des âmes du Purgatoire et Le Mariage mystique de sainte Catherine.
- Église Sainte-Marie-de-la-Neige, aujourd’hui Saint-Joseph à Chiaia, Naples : toiles, Saint Vincent Ferreri et Saint Ludovic Bertrando (ou Saint Louis).
- Église Sainte-Marie-de-la-Patience à la Cesarea, Naples : toiles, Allégorie de la foi (1761) et Extase de saint Pascal Baylon.
- Église de Santa Maria dell’Olivella, Sant'Elia Fiumerapido (Frosinone) : toile, La Visitation de Marie (signée).
- Basilique Sainte-Marie-du-Bon-Conseil à musée Capodimonte de Naples : toile, Notre Dame des sept douleurs.
- Paroisse de Piedimonte San Germano, Cassino (Frosinone) : toiles, Martirio di San Bertario, L’Invention de la Croix et de la Gloire de Saint Germain (toutes détruites).
- Couvent Saint-François, Bracigliano (Salerne) : fresque du Calvaire.
- Hôpital de la Trinité-des-Pèlerins, Naples : La fresque de la voûte représentant Saint Philippe Neri à genoux parmi des pèlerins et des membres de la Confrérie, à la présence de la très Sainte Trinité a été détruite pendant la dernière guerre. Au bas de la fresque on lisait : Laurentius de Caro P. MDCCL.
- Couvent de Pietrapertosa (Potenza) : toiles, Saint Roch et de Notre Dame des sept douleurs.
- Appartement de l’archevêque de Naples, Naples : toiles, Mariage de la Vierge, Décollation de saint Jean-Baptiste Apparition de saint Michel Archange sur le mont Gargano, Saint François d’Assise recevant les stigmates et du Couronnement d’épines (toutes les œuvres étaient auparavant dans le Museo Duca di Martina, Villa Floridiana, Naples).
- Congrégation de la Charité de Dieu, Naples : toile, La Vierge des âmes du Purgatoire (1760).
- Archiconfrérie de la Discipline de la Croix, Naples : toile, La Vierge des grâces.
- Chapelle de la Piété du Collège Landriani, Bellavista-Portici (Naples) : toiles, Crucifixion, La Déploration du Christ et La Découverte de la Foi (1756 et 1757).
- Musée Capodimonte, Naples : toiles, Saint Pierre et Saint Paul.
- Musée Correale, Sorrente (Naples) : toile, Le Repos pendant la fuite en Égypte.
- Musée de Saint-Martin, Naples : toiles, Couronnement d’épines, Saint François Xavier qui convertit les infidèles et de Saint Jean de Dieu.
- Musée du Sannio, Bénévent : toile, La Fuite en Égypte.
- Musée A. Pepoli, Trapani : toiles, Fleurs avec héron et de Fleurs avec deux hérons (provenance : collection Fardella).
- Pinacothèque nationale de Bologne, Bologne : toile, L’Expulsion d’Héliodore du Temple (exposée dans la préfecture).
- Pinacothèque de New York (autrefois Christie’s), New York États-Unis : toile, Samuel qui oint le Roi David.
- Musée des beaux-arts de Boston, U.S.A. : toile, Triomphe de David.
- Institute of Art – Detroit - U.S.A. : toiles Esther et Assuérus, L'Adoration du veau d’or.
- Galerie des Offices, Florence : toile, La Vertu.
- Musée des beaux-arts, La Vallette, Malte : toile, Saint François Xavier.
- Musée d'art de Soleure, Soleure, Suisse : toiles, L'Éducation de la Vierge et L'Adoration des mages.

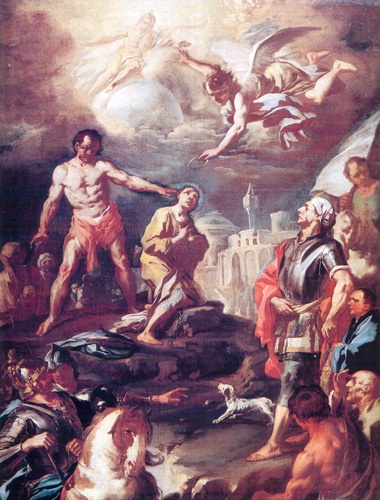
Décollation d’un saint, coll. part.

- Collection privée Achille Della Ragione, Naples : toile, Décollation d’un saint (autrefois dans la Pinacothèque de Zurich-Koster Gallery – Suisse).
- Collection privée Molinari Pradelli, Marano di Castenaso (Bologne) : toiles, La Vierge des sept douleurs, Triomphe de Judith, Conversion de saint Paul, La Chute de saint Paul de cheval (cette dernière se trouvait dans la collection privée Basianelli de Rome).
- Collection privée, Milan : toile, Mort d’Abel.
- Collection privée Finarte, Rome : toile, Sermon de Saint François de Sales aux Salésiennes.
- Collection privée Pisani, Naples : toiles, Ferdinand IV ou Charles de Bourbon visitant une abbaye bénédictine, Princes et Géographes, Saint Matthieu et saint Janvier présentant les saints Crispin et Crispiniano à la Vierge.
- Collection privée Professeur Leone, Naples : toile, La Présentation au Temple.
- Collection privée Palmieri, Naples : toile, L'Immaculée Conception.
- Collection privée Perrone - Capano, Naples : toile, Le Serpent de Bronze.
- Collection privée Troiano, Naples : toile, Le Christ au Calvaire.
- Collection privée Pagano, Naples : toile, La Vieille Nourrice.
- Collection privée, Naples : toiles, Le Christ portant la Croix, Sisara et Giaele (3 panneaux), Le Triomphe de Judith (deux panneaux), Le Triomphe de Mardochée, Ecce Homo, Saint Pierre et Saint Paul, Saint Janvier, La Vierge et Saint Gaétan, Portrait de Gentilhomme.
- Collection privée, Paris, France : toiles, L'Assomption de la Vierge, La Résurrection du Christ, L'Ascension du Christ.
- Collection privée, Cantù (Côme) : toiles, Le Triomphe de David, Le Triomphe de Judith.
- Habitation privée, Naples : toile, Le Triomphe de Judith (1758).
- Collection privée, Moscou, Russie : toile, Nature morte avec fleurs et vue du parc.
- Marché de l’ancien, Paris, France : toile, Allégorie du Printemps.
- Château de Pescolanciano (Campobasso) : toile, La Décollation de saint Alexandre martyr (1760).
- Musée des beaux-arts de Chambéry : Tête de saint Jean-Baptiste[3]
- Localisation inconnue : toiles de Nature morte avec héron et chien, Le Retour des frères de saint Joseph et Saint Antoine Abbé.

Résidences publiques et privées (Naples), dans lesquelles le peintre a exécuté des décorations :
- Palais des Gouverneurs de l’Église Sant’Anna dei Lombardi, rue des Guantai (1741),
- Maison De Stasio – Maiello, derrière la Nonciature apostolique (1745),
- Maison De Simone – Coppola, rue Rosario di Palazzo (1748),
- Maison Comes – Cordosa à Montecalvario (1748),
- Maison du Marquis Sterlich, rue Nardones (1749),
- Maison de Michel Aveta au Pont de Chiaia (1757),
- Maison de Pierre Bozzoli, rue de la Concordia, vicolo delle Colonne (1759).

## Sources
- (it) Cet article est partiellement ou en totalité issu de l’article de Wikipédia en italien intitulé « Lorenzo De Caro » (voir la liste des auteurs).